# 에이미 맨슨
에이미 맨슨(Amy Manson, 1985년 9월 9일 ~ )은 영국의 배우, 영화배우, 연극 배우이다.
애버딘셔에서 태어났다.

## 영화
- 런 (2019년) - 케이티 역
- 비츠 (2019년)
- 엑소시스트: 죽음의 가족 (2015년) - 재뉴어리 역
- 경사 해리건 (2013년) - 비키 역
- 해피 엔딩 (2013년) - 달시 역
- 크로스마글렌 (2013년)
- 블러드몽키 (2007년)
- 펌프킨헤드 4 (2007년)
- 토치우드 시즌1 (2006년)
- 캐주얼티 (1986년)